# プロター (模型メーカー)
プロター（Protar Models ）は、かつてイタリアに存在した模型メーカーである。

## 概要
1963年から自動車とオートバイのプラモデルを製造していた。『Protar』の名は、創業者であるTarquinio Provini の名前から採られている。ボローニャ西部カザレッキオ・ディ・レーノに所在した。

## 歴史
1960年代に、イタリアのオートバイレーサーであるタルクィニオ・プロヴィーニによって設立された。主にプロヴィーニ自身が乗った車種やイタリアのオートバイを1/9スケールで供給した。
1975年、プロヴィーニは子供向けのポケットバイクを製造した。搭載される50ccエンジンは仕事仲間のフランコ・モリーニが提供した。
1980年代には「プロター・ジャパン」が設立され、日本のオートバイ雑誌誌上で紹介されるなど国内の模型専門店でも取り扱いが始まった。
1990年代に入ると完成品の模型に参入した。1/12スケールで、フェラーリやルノー、マクラーレンのF1カーが発売された。
2003年、イタリアの模型メーカーであるイタレリに吸収合併された（プロター・ジャパンも終了）。かつてのプロター製品がイタレリから復刻発売されている。